# 黏滞剩磁
黏滞剩磁（英語：Viscous remanent magnetization）簡稱VRM，是鐵磁性材料在磁場中放置一段時間而獲得的剩磁。火成岩的自然剩磁亦含此種成分。但這通常是不需要的成分，必須使用某種形式的逐步消磁來去除它。
古磁學家只研究岩石中最初形成時獲得的原始自然剩磁(NRM)。黏性剩磁被視為雜音。在NRM 中任何組成部分平行於當前地球磁場方向，都是值得懷疑的雜音。所以第一步必須通過 NRM 逐步熱退磁的第來去除VRM。VRM 也可以在實驗室測量 NRM 時獲得。為了避免這種情況，古地磁學家在磁屏蔽環境中進行測量。磁力計通常安裝在牆壁由高導磁合金製成的房間內。